# コブラ (PCエンジン)
本項目コブラ (PCエンジン)では、寺沢武一の漫画作品『コブラ』を原作とするPCエンジン用アドベンチャーゲーム（デジタルコミック）2作品について解説する。
2作品ともに、PCエンジン CD-ROM2用ソフトとしてハドソンから発売された。第1作『黒竜王の伝説』は1989年3月31日に、第2作『伝説の男』は1991年6月7日に発売されている。

## コブラ 黒竜王の伝説
『コブラ 黒竜王の伝説』（コブラ こくりゅうおうのでんせつ）は、1989年にハドソンから発売されたPCエンジンCD-ROM2用コマンド選択式アドベンチャーゲーム（デジタルコミック）。
開発はハドソンが行い、ディレクターはPCエンジンCD-ROM2用ソフト『No・Ri・Ko』を手掛けた酒井啓行、ゲーム・デザインは秋元哲也、音楽は中村暢之が担当している。寺沢武一の漫画作品『コブラ』（1978年 - ）を原作としており、ゲーム内容は主人公「コブラ」を操作し、観光宇宙船クイーン・ラブ号を舞台に宝物を盗み出すために黒竜王との闘いに挑むことを目的としている。
それまでのゲームソフトとは桁違いとなるCD-ROMの容量を活かして、原作の絵を取り込んだものをドットに起こした大量のグラフィックやアニメーション処理、声優を起用した音声台詞などの演出により、従来のアドベンチャーゲームに見られた意地悪なフラグ探しを極力減らし、その時々に必要なコマンドだけを表示してストーリーを楽しませることを主眼にしたものになっている。

### 概要
原作の「黒竜王」編のストーリーをベースに、他編や本作独自のエピソード・キャラクターを組み込んだ形で構成されており、寺沢が本作の監修を担当している。1988年12月に発売されたCD-ROM2システムは同月に3本の対応ソフトが発売されたのみで、目玉ソフトとなる『天外魔境 ZIRIA』（1989年）の開発も大幅に遅れていたため、それまでの穴埋めをすべく営業部からの要望により第1作は2か月程度で製作された。開発は当時のハドソンのエースプログラマであった飛田雅宏と和泉勇がコンビを組んで携わっているほか、アルファシステムもADPCM部分の一部を担当している。
本作で開発されたツールを使用して同様の方向性で製作されたPCエンジンCD-ROM2用ソフト『うる星やつら STAY WITH YOU』（1990年）ではデジタルコミックという呼称が用いられ、それ以降もPCエンジンで複数のメーカーからデジタルコミックが発売されたため、専門誌ではひとつのジャンルとして扱われることもあった。このため本作をデジタルコミックに含む場合もある。

### 登場人物
コブラ
声 - 山田康雄
プレイヤーキャラクター。宇宙をかけめぐる正統派の海賊。左腕にサイコガンという強力な武器を持ち、格闘技や武器の扱いに慣れている一匹狼的存在。原作は本作以前に劇場版とテレビアニメで二度アニメ化されており、その際のコブラの声はそれぞれ松崎しげる、野沢那智が担当していたが、本作においては山田が起用されており、原作者の寺沢は元々コブラは山田をイメージして台詞を書いていた。
レディ
声 - 石川悦子
コブラの相棒を務める女性型アーマロイド（アンドロイド）。
ゲーム中は基本的にコブラがプレイヤーキャラクターとなるが、第2作ではタートル号の中に進入した敵を倒すためにレディの行動をコマンド選択するシーンもある。
黒竜王
声 - 沢りつお
恐怖を司る地獄の神。ジゴルの体内に棲み巨大な権力を持つ。
ナタリー
声 - 安達忍
セント・リブ・ハイスクールの女教師。コブラと共にジゴルに呑み込まれる。
ヨーコ・オブライエン
声 - 勝生真沙子
「竜の一族」を率いている仮面をつけた女司祭。黒竜王のしもべ。
サボイラー
声 - 石川悦子
山賊一味のボスキャラクター。熱エネルギーの力で火を操る女性。

### スタッフ
- 制作総指揮：工藤裕司
- 原作・監修：寺沢武一
- 脚本：島田良尚、長山豊、伝田由紀
- メインプログラマー：飛田雅宏
- 動画プログラム：和泉勇
- チーフデザイナー：角谷篤志
- ビジュアル・デザイナー：
  - 松浦浩司、佐藤裕、松田泰一、久保久、山口もと
  - 千葉慶一、畔田晃伸、中原一彦、伊藤真希、藤井康博
  - 進藤司、桑原美生、岡田寿夫、福田正和、藤本佳代
  - 鈴木民人、佐々木伸、岡本敏郎
- ミュージック・プロデューサー：中神紀之
- 音楽：中村暢之
- レコーディング・エンジニア：松原政典、新井豊
- マニピュレーター：池田譲、吉田潔
- PSGミュージック：小原肇、守尾崇
- エフェクト：水町正俊、滝本利昭
- サウンドディレクター：笹川敏幸
- 協力：集英社、ソフィックス、ミュージカル・プラン、ソリッド・ゴールド、プロダクションさむ、エイガアル
- レコーディング・スタジオ：ゼロ・スタジオ、ベル録音スタジオ
- ゲームデザイナー：秋元哲也
- ディレクター：酒井啓行
- 制作進行：清水始
- スーパーバイザー：大里幸夫、中本伸一
- 制作：ハドソン

### 評価
ゲーム誌『ファミコン通信』の「クロスレビュー」では7・8・7・7で合計29点（満40点）、 『マル勝PCエンジン』では8・7・8・8の合計31点（満40点）、『PC Engine FAN』の読者投票による「ゲーム通信簿」での評価は以下の通りとなっており、24.90点（満30点）となっている。また、この得点はPCエンジン全ソフトの中で15位（485本中、1993年時点）となっている。同雑誌1993年10月号特別付録の「PCエンジンオールカタログ'93」では、コマンドの多さや場所による変化について触れた上で「単純に進めていくだけではクリアはできない」と指摘、さらに「原作の独特な雰囲気がうまく出ているゲーム」と原作の再現度に関して肯定的なコメントで紹介されている。
| 項目 | キャラクタ | 音楽 | 操作性 | 熱中度 | お買得度 | オリジナリティ | 総合  |
| 得点 | 4.53       | 4.47 | 3.89   | 4.15   | 3.80     | 4.07           | 24.90 |

## コブラII 伝説の男
『コブラII 伝説の男』（コブラツー でんせつのおとこ）は、1991年にハドソンから発売されたPCエンジン CD-ROM2用コマンド選択式アドベンチャーゲーム（デジタルコミック）。
開発はハドソン、グラフィック開発はA Waveが行い、ディレクターは寺沢武一と秋元哲也、シナリオは寺沢武一、音楽は近田春夫&ビブラトーンズに所属していた矢壁篤信が担当している。ゲーム内容は原作の「刺青の三姉妹」を基にしたオリジナルストーリーが展開されるものとなっている。
原作者の寺沢武一が自ら総監督を務め、脚本と500枚の絵コンテ、3000枚の原画を書き下ろした。これについて寺沢は「今回、マンガを描くのとまったく同じ考え方で作りました。（中略）ぼくにとってはマンガの（デラックスバージョンの）第11巻と同じことなんです。その11巻目がたまたまCD-ROMだったというわけです」と語っている。ストーリーは原作の「刺青の女」編をベースにしており、時系列では第1作よりも前のエピソードとなる。内容的には「1/3がマンガをそのまま使ったり手直しを加えたもので、2/3ぐらいがオリジナル」となっている。
1995年には欧米にてメガCDに移植された他、2008年には携帯電話アプリゲームとしてiアプリにて配信された。

### 登場人物
ジェーン
声 - 勝生真沙子
原作とは異なり、ターベージを倒した後は体内の根が消えて生存しているが、ハンマーボルト・ジョーの手によって殺される。寺沢は昔、ファンに「なぜコブラはジェーンが好きなの？付き合っている期間もないのに」と言われたことがあるので、本作では付き合っている期間を作ったという。
ハンマーボルト・ジョー
声 - 仁内達之
原作での登場は「刺青の女」編後の「黄金の男」編でコブラと対決するが、本作では神殿でドミニクを殺害し、さらにコブラを敗走に追い込む。その後レディを人質に取って、怒りに燃えるコブラと決着をつけるようとする。両腕の義手でサイコガンを弾くなど、原作以上の強者として描かれている。
クリスタルボーイ
声 - 玄田哲章
原作ではターベージを倒した後にコブラと戦うことになるが、本作では最終兵器がある場所の直前で戦うことになる。
ドミニク
声 - 小宮和枝
原作の設定である銀河パトロールの隊員ではなく、惑星ネオのビッグバードという修道院の尼である。
キャシー
声 - 丸山真奈実
原作同様、登場後間もなく殺されてしまう。
ダック
声 - 八代駿
情報屋の兄弟。本作内の設定ではダック星人の名前は全員「ダック」となっている。
※ 以下はゲームオリジナルキャラクター。
ビガロ
声 - 曽我部和恭
ギルド最高評議会の12人のメンバーの一人。原作におけるサンドラのポジション。
サリバン
声 - 仁内建之
空中刑務所の設計者。
ライト博士
声 - 槐柳二
考古学・科学・医学に精通する天才博士。
スコーピオン
声 - 野口絵美
砂漠の盗賊団の一員。外観は原作「地獄の十字軍」編の冒頭でザッパに襲い掛かってコブラに殺されたバケモノと同じ。

### 移植版
| No. | タイトル            | 発売日           | 対応機種                                   | 開発元   | 発売元                                | メディア                              | 型式                 | 備考                |
| --- | ------------------- | ---------------- | ------------------------------------------ | -------- | ------------------------------------- | ------------------------------------- | -------------------- | ------------------- |
| 1   | The Space Adventure | 1995年 1995年7月 | メガCD                                     | ハドソン | ハドソン ヴァージン・インタラクティブ | CD-ROM                                | T-143015 T-143015-50 | 売り上げ本数：3万本 |
| 2   | COBRA               | 2008年5月12日    | 703i、704i、705i、90Xiシリーズ （iアプリ） | ハドソン | ハドソン                              | ダウンロード （着☆あぷ♪ボンバーマン） | -                    |                     |

メガCD版
北米ではセガCD(北米におけるメガCDの名称)用ソフト『COBRA Legendary Bandit』として1995年に発売されている。売上本数は3万本。基本的な部分はPCエンジン版のままだが、音声とテキストが英語化されたほか、音楽や効果音が別のものに変更されている。
携帯アプリ
ハドソンのiモード向けケータイサイト「着☆あぷ♪ボンバーマン」にて2008年5月12日から配信された（既に配信終了）。基本的にはPCエンジン版をベースにしているが、アニメーション処理や声優による音声はカットされている。

### 音楽
サウンドトラック
- 『コブラII ORIGINAL SUPER SOUNDTRACKS』（1991年9月21日発売、発売元：アルファレコード）

### スタッフ
- ディレクト：秋元哲也
- シナリオオペレート：島田良尚
- システムプログラム：武田浩、室井孝子
- デザインスタッフ：
  - 秋元哲也、市沢保弘
  - ソフィックス：渡辺久美子、安部卓、平井義則、平下陽二郎、斉藤孝之、小口勲、若林繁雄
  - A wave：佐々木洋勝、落合誠、早水雅俊、三門正英、STEVE EMMER、末富左知子
  - ALPHA OFFICE：加藤譲、百田亮海、山口美香、富樫秀一、田村暦彦、山田英樹、渋谷由正、佐藤晃子、佐々木伸、守山智幸、小泉信浩
- 作曲・演奏：矢壁篤信（ヒップランド ミュージック）
- ミュージックディレクター：中神紀幸
- オペレーター：小原ハジメ
- 効果：滝本利昭、井上雅明
- 制作協力：集英社、A GIRL、テアトルエコー、ミュウテック、ソフィックス、A wave、スタジオ BC、ALPHA OFFICE、ヒップランドミュージック、ミュージカル プラン、denki Mirai Co.,Ltd
- 制作進行：梶野竜太郎
- プロデューサー：青山英二、清水始
- スーパーバイザー：中本伸一
- 脚本・総監督：寺沢武一

### 評価
ゲーム誌『ファミコン通信』の「クロスレビュー」では7・7・8・7の合計29点（満40点）、レビュアーは前作と同タイプのアニメーションアドベンチャーゲームで連載ドラマとも読み切り漫画ともいえる映画を見ているようなグラフィックとストーリーで演出もところどころで唸らせやりこみ度がある、原作漫画初期がベースになっているが主要な部分以外で差異がみられ原作を知っていても問題ない、アクセス周りへの不満はあまりない、意地悪な謎もなくテンポよく進む、一方で選択肢を間違うとその前からやり直すのは少し興醒め、あっという間に終わるよりはいいが冗長さもある気がする、グラフィックの流用と操作で歩く場面がちょっとうざったいとした。『月刊PCエンジン』では95・75・90・90・90の平均88点、『マル勝PCエンジン』では6・7・8・7の合計28点（満40点）、『PC Engine FAN』の読者投票による「ゲーム通信簿」での評価は以下の通りとなっており、23.06点（満30点）となっている。また、この得点はPCエンジン全ソフトの中で86位（485本中、1993年時点）となっている。同雑誌1993年10月号特別付録の「PCエンジンオールカタログ'93」では原作者の寺沢武一が演出を担当していることに触れた上で「前作をはるかにしのぐ出来ばえ」と完成度に関して肯定的なコメントで紹介されている。
| 項目 | キャラクタ | 音楽 | 操作性 | 熱中度 | お買得度 | オリジナリティ | 総合  |
| 得点 | 4.38       | 3.80 | 3.79   | 3.87   | 3.71     | 3.53           | 23.06 |

GameProは本作を酷評、『スナッチャー』と比べて不利に比較してレビュアーは物語が不十分で展開のまとまりやナレーション不足を批判、「手がかりはランダムに出現して大抵は意味をなさない」と述べた。
Next GenerationはメガCD版のレビューで星5つのうち星1つと評価、「思春期を過ぎているとかなり退屈」だと述べた。